# Украјинизација
Украјинизација је вишезначни појам који се у области друштвених наука користи за означавање сложених историјских и друштвених појава повезаних са геополитичким, етнополитичким и етнолингвистичким ширењем украјинског идентитета.
Као геополитички појам, украјинизација означава историјски процес ширења хоронима (обласног назива) Украјина изван првобитног (дњепарског) простора, путем постепеног подвођења суседних области и њихових назива под проширено значење појма Украјина.
Као етнополитички појам, украјинизација означава процес асимилације, односно превођења појединаца или група из њиховог матичног етничког корпуса у украјински етнички, односно национални корпус.
Као етнолингвистички појам, украјинизација означава процес ширења лингвонима (глотонима) украјински језик изван првобитног (матичног) простора украјинског говора, путем подвођења суседних источнословенских дијалеката под проширено значење појма украјински језик.

## Додатна значења
Независно од својих основних значења, појам украјинизација се у савременим медијима након избијања украјинске кризе (2014) почео користити и као колоквијална ознака за разне облике политичких криза, али таква употреба овог појма је остала ограничена на медијски жаргон.